# Sigma Centauri
Sigma Centauri ( σ Centauri, förkortat Sigma Cen, σ Cen) som är stjärnans Bayerbeteckning, är en ensam stjärna belägen i den mellersta delen av stjärnbilden Kentauren. Den har en skenbar magnitud på 3,91 och är synlig för blotta ögat där ljusföroreningar ej förekommer. Baserat på parallaxmätning inom Hipparcosuppdraget på ca 7,9 mas, beräknas den befinna sig på ett avstånd på ca 410 ljusår (ca 126 parsek) från solen.

## Egenskaper
Sigma Centauri är en blå till vit stjärna i huvudserien av spektralklass B3 V, en heliumrik stjärna och den mest massiva typen av kemiskt avvikande stjärnor. Den har en massa som är ca 6,8 gånger större än solens massa, en radie som är ca 4,5 gånger större än solens och utsänder från dess fotosfär ca 1 100 gånger mera energi än solen vid en effektiv temperatur på ca 15 750 K.
En visuell följeslagare, separerad med 88,11 ± 0,37 mas vid en positionsvinkel på 14,33° ± 2,59° observerades 2010 med hjälp av interferometri, men dess anslutning till Sigma Centauri har förblivit obekräftad fram till 2013.
Sigma Centauri ingår i undergruppen Lower-Centaurus Crux i stjärnhopen Scorpius-Centaurus OB, som är den närmaste sådan samling i förhållande till solen av massiva stjärnor med gemensam egenrörelse.